# Перална машина
Пералната машина (наричана често кратко „пералня“) е електродомакински уред за пране. Тя е от вида едра бяла техника. Помещение в обществено заведение (в болници, училища, хотели, срещу заплащане и др.), в което се перат дрехи, се нарича също пералня. Големите перални машини в тези помещения, които не са от вида бяла техника, се наричат също перални.

## История
Необходимостта за улесняване на ръчния начин на пране налага търсенията на човечеството за нейното изобретяване. Първите сведения за използване на перална машина датират от 1320 г. В германския град Аугсбург била конструирана перална машина за обществено ползване, която е била теглена от конски впряг. Първият британски патент за категорията миещи и изцеждащи машини е издаден през 1691 г. Около 1750 г. английския изобретател Стендър конструира пералня за пране на спално бельо. През януари 1752 г. се появява първият чертеж на перална машина в английското списание „The Gentlemen’s Magazine“. През 1782 г. е издаден британски патент за перална машина с въртящ се барабан на Хенри Сиджиър. През 1797 г. в САЩ патент за машина за пране на дрехи получава Натаниъл Бригс. През 1906 г. започва производството на електрически перални машини. Първата автоматична пералня се появява през 1937 г. През втората половина на 90-те години на 20 век английския инженер-изобретател Джеймс Дайсън изобретява пералня с два въртящи се цилиндъра (барабана).

## Устройство

### Основни части на съвременна перална машина
- Корпус
- Барабан, перфориран въртящ метален цилиндър за прането
- Кожух на барабана с нагреватели за водата
- Окачване на целия механизъм, обикновено висящо на спирални пружини отгоре с амортисьори отдолу
- Балансираща тежест / инерционен успокоител (демпфер) на окачването обикновено отгоре
- Електромотор, многоскоростен
- Горен капак
- Заден капак
- Маркуч за чиста вода
- Маркуч за мръсна вода
- Електромагнитни клапани за подаване на чиста вода към различните отделения на чекмеджето за перилен препарат, предпране и омекотител
- Преден люк-врата или горен капак при пералните с горно зареждане
- Касета за препарати
- Ключ-програматор
- Дисплей (незадължително)
- Захранващ кабел
- Табло за управление
- Помпа за изхвърляне на мръсната вода
- Филтър на помпата за изхвърляне на мръсната вода

Видове перални машини: с предно зареждане, с горно зареждане, преносими или с малки размери, пералня със сушилня.

## Монтаж
Монтирането на пералните машини за домашно ползване днес е улеснено до максимална степен. Всеки притежател на пералня, ако желае може сам да извърши монтажа в своя дом без да търси помощта на специалист. Монтажът включва:
- Разопаковане на нова пералня;
- Монтиране на входния и изходния маркуч;
- Регулиране на нивото и стабилността на пералната машина;
- Пробно пускане, за да се провери дали работата отговаря на техническите изисквания.

Всичко се извършва ръчно.

## Характеристика
Съвременните перални машини имат голямо многообразие от функции. Средното количество на прането е около 5 – 6 кг. Почти всички модели центрофугират прането и след неговото изваждане то е полусухо. Максималните обороти на центрофугирането достигат над 1200 об./мин. Сред съвременните перални има също и модели със сушилни.

## Перилни препарати и тъкани
Добрият резултат от прането зависи и от правилното дозиране на перилните препарати. С предозиране не се постига ефективност и се спомага за отлагането на налепи по вътрешната страна на пералнята, както и до замърсяване на околната среда. Периодично при пране е необходимо поставянето на препарати против варовика във водата. Препаратите за пране биват течни и твърди, като в България е разпространен оксиморона „течен прах“ за пране. Ползват се също и омекотители. От голямо значение също е и правилното разпределение на прането.

### Тегло на някои тъкани
- Чаршаф (400 – 500 гр)
- Калъфка за възглавница (150 – 200 гр)
- Покривка (400 – 500 гр)
- Хавлия (800 – 1200 гр)
- Кърпа (150 – 250 гр)

### Специфично пране
Някои от специфичните пранета са:
- Пердета
- Одеяла
- Тънки юргани
- Якета с пухена подплата
- Анораци
- Меки спортни обувки
- Дънкови и джинсови панталони
- Кашмирени дрехи

## Поддръжка и почистване
За по-дълъг живот всяка домашна перална машина е необходимо периодично да се поддържа и почиства. Кранът за чистата вода трябва да се спира, когато пералнята не се ползва. Външното почистване се извършва само с хладка вода и безвреден сапун. Касетата за препарати се почиства само с чиста вода от образувалите се отлагания. Люкът трябва винаги да се оставя открехнат, когато машината не работи. Филтърът на помпата се почиства от оставащите в нея дребни предмети (монети, копчета и др.). Маркучът за чистата вода се проверява за пукнатини след по-дълга употреба. Пералната машина не се покрива.

## Пералните в България
Първата българска перална машина е произведена от Обединение Елпром през 1953 г. Тя носи названието ЕП`53. По това време се внасят също и перални от Съветския съюз. Марки на съветски и български полуавтоматични и автоматични перални машини от края на 20 век са „Перла“, „Вятка“, „Еврика“, „Аурика“, „Рига“ и др. След 1989 г. в България навлизат масово всички известни марки перални машини.

## Марки перални
Сред популярните съвременни марки перални машини са: „Уърлпул“, „Бош“, „Зануси“, „Горене“, „Индезит“, „Канди“, „Електролукс“, „Аристон“, „Беко“, „Силтал“, „Вятка“, „Санг“, „Miele“, „Хувър“, „АЕГ“, „Blomberg“, „Таурус“, „LG“, BESS.